# دریای کورو
دریای کورو بخشی از آب‌های جنوب‌غربی اقیانوس آرام در مرکز مجمع‌الجزایر فیجی است که در بین جزایر ویتی لوو در غرب، وانوا لوو در شمال و جزایر لائو یا جزایر شرقی در شرق آن واقع گردیده است. حداکثر عمق این دریا ۲٬۹۳۰ متر و کف آن از صخره‌ای بازالتی که معمول حوضه‌های اقیانوسی است پوشیده شده‌است.
از آنجا که بیشتر راه‌های دریایی‌ای که این دریا را به جزیره‌های اطراف مرتبط می‌سازد در مسیر صخره‌های مرجانی انبوه قرار دارد تنها مسیرهای کشتیرانی اندکی برای رسیدن به جزایر مرکزی این دریا قابل استفاده است. جزیرهٔ آتشفشانی کورو در این دریا واقع گردیده و نام دریای کورو برگرفته از آن است.